# Liste der Stolpersteine in Oslo-Sagene

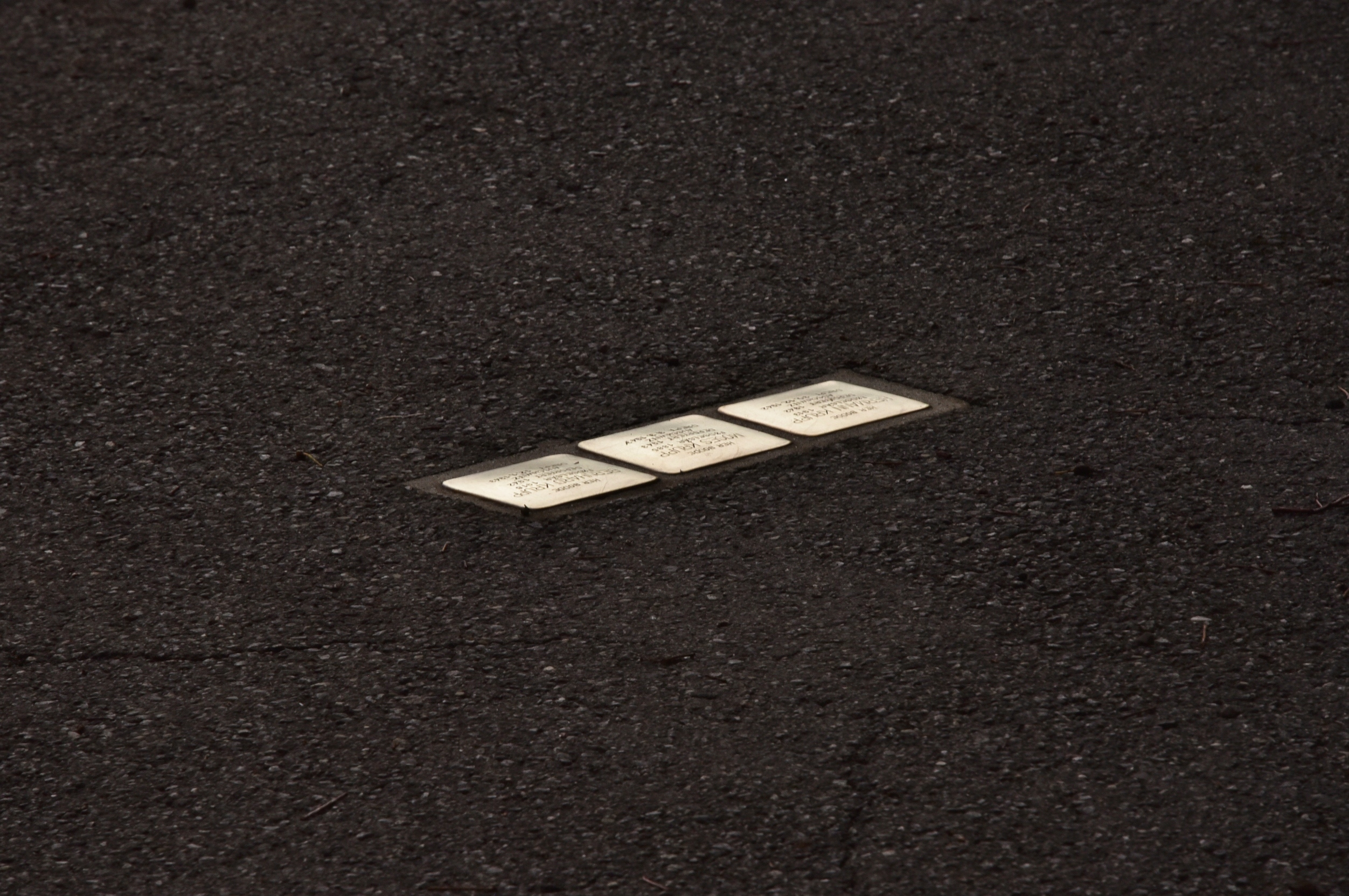
Stolpersteine in Oslo-Sagene

Die Liste der Stolpersteine in Oslo-Sagene listet alle Stolpersteine im Stadtteil (Bydel) Sagene auf, einem der Innenstadtbezirke der norwegischen Hauptstadt Oslo. Stolpersteine erinnern an das Schicksal der Menschen, die von den Nationalsozialisten ermordet, deportiert, vertrieben oder in den Suizid getrieben wurden. Die Stolpersteine wurden vom deutschen Künstler Gunter Demnig konzipiert und werden zumeist von ihm selbst verlegt. Im Regelfall liegen die Stolpersteine vor dem letzten selbstgewählten Wohnort des Opfers. Stolpersteine werden auf Norwegisch snublesteiner genannt.
Die Stolpersteine dieses Stadtteils sind ausschließlich jüdischen Opfern gewidmet. Die ersten Verlegungen in Oslo fanden im Jahr 2010 statt.

## Holocaust in Norwegen

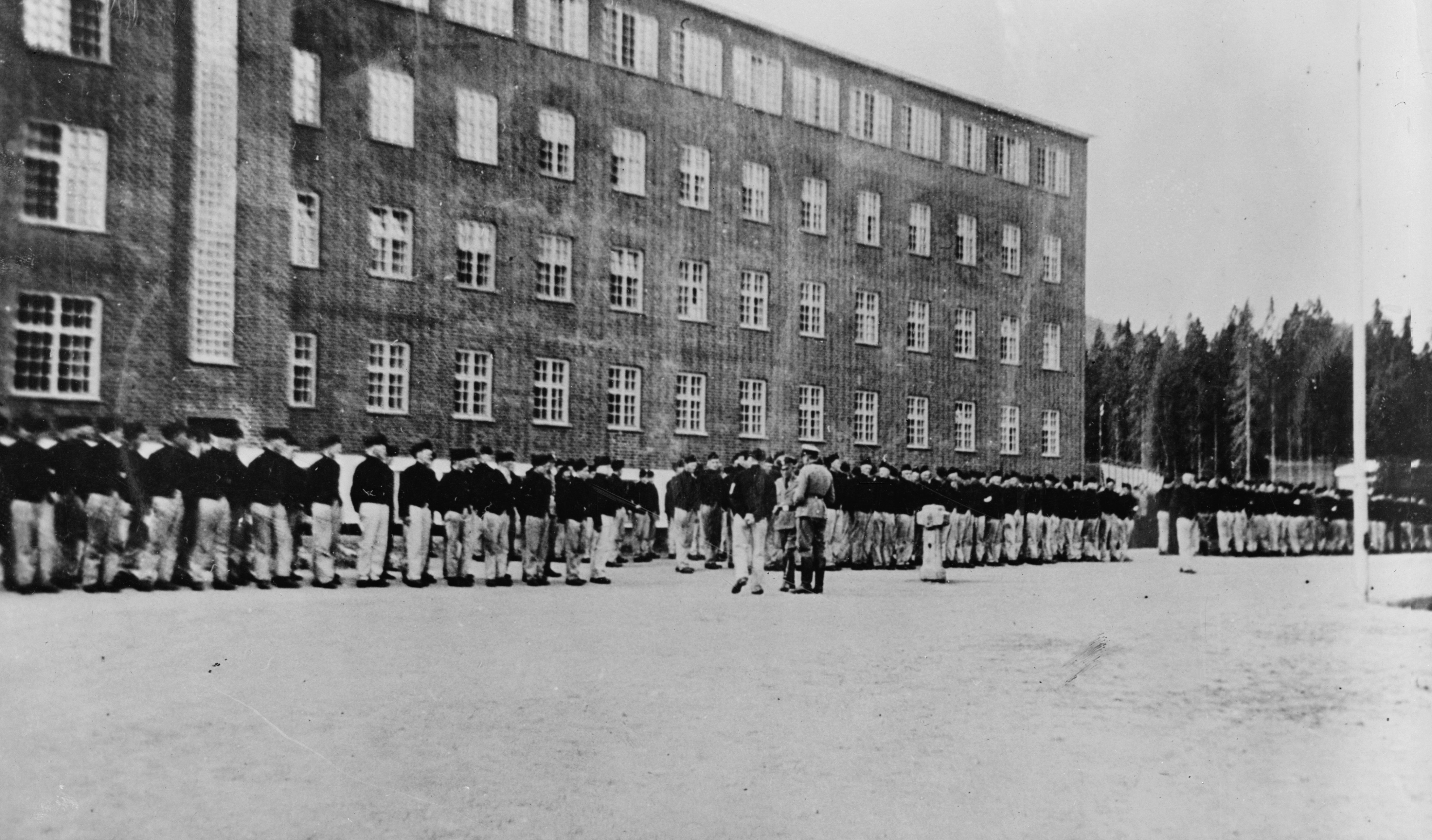
Das Polizeihäftlingslager Grini am Beginn der 1940er Jahre

Norwegen war von 9. April 1940 bis 8. Mai 1945 von deutschen Truppen besetzt. Damals befanden sich rund 2.100 jüdische Norweger und Flüchtlinge aus Mitteleuropa im Land. Von diesen konnten sich rund tausend Personen ins neutrale und nicht besetzte Schweden retten. Unmittelbar nach dem Einmarsch deutscher Truppen begannen Hetzkampagnen gegen Juden und die Arisierung in Norwegen. Den Juden im Land wurde Schritt für Schritt all ihr Hab und Gut geraubt. Im Spätherbst 1942 erfolgten die ersten Massenverhaftungen. Am 26. November 1942 wurden von norwegischer Polizei und Gestapo 532 norwegische Juden (302 Männer, 188 Frauen und 42 Kinder) der SS übergeben. Sie gelangten mit einem Frachtschiff der Norddeutschen Lloyd, der Donau, nach Stettin und wurden von dort in Viehwaggons in das KZ Auschwitz-Birkenau deportiert. 346 von ihnen, darunter alle Frauen und Kinder, wurden unmittelbar nach der Ankunft am 1. Dezember 1942 in den Gaskammern ermordet. 186 Männer überstanden die Selektion und bekamen die Nummern 79064 bis 79249 eintätowiert. Nur neun von ihnen konnten die Shoah überleben. Am 25. Februar wurden weitere 158 Juden mit der Gotenland nach Stettin verschifft und über Berlin nach Auschwitz gebracht. 28 Männer wurden als arbeitsfähig eingestuft, die anderen sofort ermordet. Dies geschah am 3. März 1943.

## Verlegte Stolpersteine
Bis Ende 2021 wurden in Sagene zwanzig Stolpersteine an sieben Adressen verlegt.
| Stolperstein | Übersetzung | Verlegeort             | Name, Leben |
| ------------ | --- | ---------------------- | --- |
|              | HIER WOHNTE BASSY KASSAN GEBOREN 1912 DEPORTIERT 1942 AUSCHWITZ GETÖTET 1.12.1942                                         | Stavangergata 35       | Bassy Kassan wurde am 10. Juni 1912 in Kopenhagen geboren. Ihre Eltern waren der aus Russland stammende Judel Kassan und Cecilie, geborene Kasansken. Die Familie kam 1916 nach Norwegen. Kassan wurde Buchbinderin. Im Herbst 1942 wurde sie verhaftet und am 26. November 1942 mit dem Frachter Donau nach Stettin überstellt und von dort in das Vernichtungslager Auschwitz deportiert. Bassy Kassan wurde dort unmittelbar nach der Ankunft in einer Gaskammer ermordet. |
|              | HIER WOHNTE CECILIE KASSAN GEB. PIZOT GEBOREN 1878 DEPORTIERT 1942 AUSCHWITZ GETÖTET 1.12.1942                            | Stavangergata 35       | Cecilie Kassan |
|              | HIER WOHNTE MONA ESTHER KASSAN GEBOREN 1914 DEPORTIERT 1942 AUSCHWITZ GETÖTET 1.12.1942                                   | Stavangergata 35       | Mona Esther Kassan |
|              | HIER WOHNTE BERNHARD KRUPP GEBOREN 1916 DEPORTIERT 1942 AUSCHWITZ GETÖTET 12.1.1943                                       | Pontoppidans gate 13B  | Bernhard Krupp wurde am 23. März 1916 in Oslo geboren. Er war eines von sieben Kindern von Moses Krupp (1885–1943) und Mina, geborene Becker (1882–1932), die im Jahr 1905 in Norwegen einwanderten. Bernhard Krupp erlernte das Handwerk des Klempners und war – wie sein älterer Bruder Hermann (geboren 1913) – ein passionierter Amateur-Bridge-Spieler. Am 26. Oktober 1942 wurde er von der norwegischen Staatspolizei festgenommen und im Bredtveit-Gefängnis von Oslo interniert. Zwei Tage später wurde er in das Gefangenenlager Berg nahe Tønsberg gebracht. Am 26. November 1942 wurde er mit dem Frachtschiff Donau nach Stettin und von dort in das Vernichtungslager Auschwitz deportiert. Bernhard Krupp verlor dort am 12. Januar 1943 sein Leben. Auch sein Vater und vier seiner Geschwister wurden in Auschwitz vom NS-Regime ermordet. Die Stolpersteine für seinen Bruder Isak (1905), dessen Frau und Sohn liegen im Stadtteil Ullern (Oslo-West). Für seinen Bruder Leopold (1911) wurde im Stadtteil Frogner ein Stolperstein verlegt. |
|              | HIER WOHNTE HERMANN KRUPP GEBOREN 1913 DEPORTIERT 1942 AUSCHWITZ GETÖTET 30.12.1942                                       | Pontoppidans gate 13B  | Hermann Krupp wurde am 1. Januar 1913 in Oslo als eines von sieben Kindern von Moses und Mina Krupp geboren. Seine Eltern und der ältester Bruder Isak waren 1905 nach Norwegen gekommen. Wie zwei seiner Brüder, Leopold und Israel Krupp, war auch Hermann in den 1930er Jahren sportlich sehr engagiert. Er war unverheiratet und arbeitete als Schneider. Am 26. Oktober 1942 wurde Hermann Krupp von der norwegischen Staatspolizei festgenommen und im Osloer Bredtveit-Gefängnis eingesperrt. Zwei Tage später wurde er in das Gefangenenlager Berg nahe Tønsberg gebracht. Am 26. November 1942 wurde er mit dem Frachtschiff Donau nach Stettin und von dort in das Vernichtungslager Auschwitz deportiert. Hermann Krupp wurde am 30. Dezember 1942 in Auschwitz ermordet. Auch sein Vater und vier seiner Geschwister wurden in Auschwitz vom NS-Regime ermordet. Stolpersteine für seinen Bruder Isak (1905) und dessen Familie liegen im Stadtteil Ullern (Oslo-West), ein Stolperstein für seinen Bruder Leopold (1911) wurde im Stadtteil Frogner verlegt, die Stolpersteine für Schwester Sara Weinstock und deren Familie liegen in Nordre Aker. Die Shoah überleben konnten nur ein Bruder und eine Schwester, Isak und Sofie, denen im November 1942 die Flucht nach Schweden gelang. |
|              | HIER WOHNTE MOSES KRUPP GEBOREN 1885 DEPORTIERT 1943 AUSCHWITZ GETÖTET 3.3.1943                                           | Pontoppidans gate 13B  | Moses Krupp wurde 1885 in Latzkowa, Litauen, geboren. 1904 heiratete er Mina, geborene Becker (1882–1932). Das Paar hatte sieben Kinder. Der erste Sohn, Isak, wurde 1905 in Deutschland geboren. Noch im selben Jahr zog die Familie nach Norwegen, wo die anderen Kinder geboren wurden: Israel (1908), Sara (1909), Leopold (1911), Herman (1913), Bernhard (1916) und Sofie (1919). Am 23. Juni 1941 wurde er, da staatenloser Jude, verhaftet und im Polizeihäftlingslager Grini inhaftiert, nach drei Wochen kam er wieder frei. Am 26. Oktober 1942 erfolgte die zweite Festnahme, er wurde von der norwegischen Staatspolizei im Osloer Bredtveit-Gefängnis eingesperrt. Zwei Tage später wurde er in das Gefangenenlager Berg nahe Tønsberg gebracht. Am 10. Dezember 1942 kam er wieder zurück nach Bredtveit. Von dort wurde er am 25. Februar 1943 mit dem Truppenschiff Göteborg deportiert. Moses Krupp gelangte am 3. März 1943 in Auschwitz an und wurde kurz nach seiner Ankunft in einer Gaskammer ermordet. Fünf seiner Kinder wurden verhaftet und am 26. November 1942 mit dem Frachtschiff Donau nach Stettin und von dort in Viehwaggons nach Auschwitz deportiert. Sara Krupp und ihre kleine Tochter Jenny (1938) wurden unmittelbar nach ihrer Ankunft in einer Gaskammer ermordet. Hermann Krupp wurde am 30. Dezember 1942 ermordet, Leopold und Bernhard am 12. Januar 1943 und Isaac am 22. Januar 1943. Als Moses Krupp im Februar 1943 nach Auschwitz deportiert wurde, waren bereits alle fünf deportierten Kinder ermordet worden. Auch sein Schwiegersohn Joseph Weinstock, Witwer der ermordeten Sara, und Schwiegertochter Rachel, Frau von Isak Krupp, und ihr kleiner Sohn Jan Larry 'Lasse', geboren 1942, wurden in Auschwitz ermordet. Nach Schweden retten konnten sich sein Sohn Israel, dessen Frau Lilly, deren gemeinsamen Kinder Per Manne und Tochter Sofie. In den verschiedenen Stadtteilen Oslos wurden zumindest zehn Stolpersteine für ihn und seine Familienangehörigen verlegt. |
|              | HIER WOHNTE ANNA LEVINSON GEBOREN 1919 DEPORTIERT 1943 AUSCHWITZ GETÖTET 1.12.1942                                        | Stockfleths gate 49 ·  | Anna Levinson wurde am 14. Oktober 1919 in Oslo geboren. Ihre Eltern waren Solomon Levinson und Jette Johanne Levinson, die beide aus Lettland stammten und 1915 eingewandert waren. Sie hatte fünf Geschwister, war unverheiratet und arbeitete als Näherin. Sie wurde am frühen Morgen des 26. November 1942 verhaftet und am selben Tag gemeinsam mit ihren Eltern, ihrer Schwester Dina (geboren 1924) und den beiden Brüdern mit dem Frachtschiff Donau nach Stettin deportiert. Von dort wurde die Familie in Viehwaggons nach Auschwitz deportiert. Unmittelbar nach der Ankunft am 1. Dezember 1942 wurde Anna Levinson zusammen mit ihrer Schwester und ihren Eltern in den Gaskammern ermordet. Die beiden Brüder, Simon (geboren 1913) und Herman (geboren 1918), wurden zur Zwangsarbeit eingeteilt. Auch sie verloren ihr Leben in Auschwitz, auf Grund der barbarischen Haft- und Arbeitsbedingungen. Überleben konnten zwei Schwestern: Ester (geboren 1912, verheiratete Selikowitz) konnte mit ihrer Familie nach Schweden fliehen. Jenny (geboren 1921, verheiratete Wulff) war durch ihre Heirat britische Staatsbürgerin geworden. Sie wurde am 15. Februar 1943 nach Deutschland und in der Folge nach Vittel in Frankreich deportiert. Auch sie hat die Shoah überlebt. |
|              | HIER WOHNTE DINA ROSA LEVINSON GEBOREN 1924 DEPORTIERT 1943 AUSCHWITZ GETÖTET 1.12.1942                                   | Stockfleths gate 49 ·  | Dina Rosa Levinson wurde am 4. Januar 1924 in Oslo geboren, als jüngstes Kind von Solomon Levinson und Jette Johanne Levinson, die beide aus Lettland stammten und 1915 eingewandert waren. Sie hatte fünf Geschwister, war unverheiratet und arbeitete als Fabrikarbeiterin. Sie wurde am frühen Morgen des 26. November 1942 verhaftet und am selben Tag gemeinsam mit ihren Eltern, ihrer Schwester Anna (geboren 1919) und den beiden Brüdern mit dem Frachtschiff Donau nach Stettin deportiert. Von dort wurde die Familie in Viehwaggons nach Auschwitz verschleppt. Unmittelbar nach der Ankunft am 1. Dezember 1942 wurde Dina Rosa Levinson zusammen mit ihrer Schwester und ihren Eltern in den Gaskammern ermordet. Auch die beiden Brüder, Simon (geboren 1913) und Herman (geboren 1918), die zur Zwangsarbeit eingeteilt wurden, kamen in Auschwitz ums Leben. Ihre Schwester Ester (geboren 1912, verheiratete Selikowitz) konnte mit ihrer Familie nach Schweden fliehen. Die älteste Schwester, Jenny (geboren 1921, verheiratete Wulff), war durch ihre Heirat britische Staatsbürgerin geworden. Sie wurde am 15. Februar 1943 nach Deutschland und in der Folge nach Vittel in Frankreich deportiert. Auch sie konnte die Shoah überleben. |
|              | HIER WOHNTE HERMAN LEVINSON GEBOREN 1918 DEPORTIERT 1943 AUSCHWITZ GETÖTET 18.1.1943                                      | Stockfleths gate 49 ·  | Herman Levinson wurde am 8. Januar 1918 als Sohn von Solomon Levinson und Jette Johanne Levinson geboren. Seine Eltern stammten aus Lettland und kamen 1915 nach Norwegen. Er hatte einen älteren Bruder, Simon, und vier Schwestern. Herman Levinson war von Beruf Zimmermann und unverheiratet. Am 26. Oktober 1942 wurde er zusammen mit seinem Bruder verhaftet und zuerst im Bredtveit-Gefängnis eingesperrt, dann im Internierungslager Berg. Von dort wurden sie am 26. November 1942 mit dem Frachtschiff Donau deportiert. Auf dem Schiff befanden sich auch seine Eltern und zwei seiner Schwestern, Anna und Dina. Von Stettin aus wurden alle sechs Familienmitglieder in das Vernichtungslager Auschwitz-Birkenau transportiert. Die Brüder überstanden die Selektion an der Rampe, ihre Eltern und seine zwei Schwestern wurden sofort nach der Ankunft am 1. Dezember 1942 in den Gaskammern ermordet. Herman Levinson wurde am 18. Januar 1943 ebenfalls in Auschwitz ermordet. Auch sein Bruder verlor in Auschwitz das Leben, sein Todestag ist jedoch unbekannt. Zwei seiner Schwestern konnten die Shoah überleben, Ester und ihre Familie im Exil in Schweden, Jette nach der Deportation nach Deutschland schließlich in einem Lager in Frankreich. |
|              | HIER WOHNTE JETTE JOHANNE LEVINSON GEBOREN 1887 DEPORTIERT 1943 AUSCHWITZ GETÖTET 1.12.1942                               | Stockfleths gate 49 ·  | Jette Johanne Levinson wurde am 31. Januar 1887 in Riga, Lettland, geboren. Sie war verheiratet mit Salomon Levinson (geboren 1889). Das Paar ging über Schweden nach Norwegen, in Schweden wurden die zwei ältesten Kinder geboren, Ester (1912 in Stockholm) und Simon Mauritz (1913 in Malmö). 1915 erreichten die Levinsons Norwegen. Dort wurden vier weitere Kinder geborenen geboren: Herman (geboren 1918), Anna (geboren 1919), Jenny (geboren 1921) und Dina Rosa (geboren 1924). Am 26. November 1942 wurde Jette Levinsohn verhaftet und gemeinsam mit ihrem Ehemann und vier ihrer Kinder mit dem Frachtschiff Donau nach Stettin deportiert. Von dort wurde die Familie in Viehwaggons nach Auschwitz deportiert. Unmittelbar nach der Ankunft am 1. Dezember 1942 wurde Jette Johanne Levinson zusammen mit ihrem Mann und ihren Töchtern Anna und Dina in den Gaskammern ermordet. Auch ihre zwei Söhne Simon und Herman, die zur Zwangsarbeit eingeteilt wurden, kamen in Auschwitz ums Leben. Ihre Tochter Ester (verheiratete Selikowitz) konnte mit ihrer Familie nach Schweden fliehen. Die älteste Tochter Jenny (verheiratete Wulff), war durch ihre Heirat britische Staatsbürgerin geworden. Sie wurde am 15. Februar 1943 nach Deutschland und in der Folge nach Vittel in Frankreich deportiert. Auch sie konnte die Shoah überleben. |
|              | HIER WOHNTE SALOMON LEVINSON GEBOREN 1889 DEPORTIERT 1943 AUSCHWITZ GETÖTET 1.12.1942                                     | Stockfleths gate 49 ·  | Salomon Levinson wurde am 15. August 1889 in Riga, Lettland, geboren. Er heiratete Jette Johanna Levinson. Das Paar ging über Schweden nach Norwegen, in Schweden wurden die zwei ältesten Kinder geboren, Ester (1912 in Stockholm) und Simon Mauritz (1913 in Malmö). 1915 erreichten die Levinsons Norwegen. Dort wurden vier weitere Kinder geborenen geboren: Herman (geboren 1918), Anna (geboren 1919), Jenny (geboren 1921) und Dina Rosa (geboren 1924). Salomon arbeitete als Klempner. Seine erste Festnahme erfolgte 1941, da er als staatenloser Jude galt, nach drei Wochen kam er wieder frei. Am 29. Oktober 1942 erfolgte wieder seine Verhaftung und er wurde im Bredtveit-Gefängnis von Oslo interniert. Von dort wurde er am 26. November 1942 zusammen mit seiner Frau und vier seiner Kinder mit dem Frachtschiff Donau nach Stettin deportiert. In Viehwaggons wurde die Familie nach Auschwitz deportiert. Unmittelbar nach der Ankunft am 1. Dezember 1942 wurde Salomon Levinson zusammen mit seiner Freu und seinen Töchtern Anna und Dina in den Gaskammern ermordet. Auch seine zwei Söhne Simon und Herman, die zur Zwangsarbeit eingeteilt wurden, kamen in Auschwitz ums Leben. Seine Tochter Ester (verheiratete Selikowitz) konnte mit ihrer Familie nach Schweden fliehen. Die älteste Tochter Jenny (verheiratete Wulff), war durch ihre Heirat britische Staatsbürgerin geworden. Sie wurde am 15. Februar 1943 nach Deutschland und in der Folge nach Vittel in Frankreich deportiert. Auch sie konnte die Shoah überleben. |
|              | HIER WOHNTE SIMON MAURITZ LEVINSON GEBOREN 1913 DEPORTIERT 1942 AUSCHWITZ GETÖTET TODESZEITPUNKT UNBEKANNT                | Stockfleths gate 49 ·  | Simon Mauritz Levinson wurde am 27. Juni 1913 in Malmö als Sohn von Solomon Levinson und Jette Johanne Levinson geboren. Seine Eltern stammten aus Lettland und kamen 1915 nach Norwegen. Er hatte einen jüngeren Bruder, Herman, und vier Schwestern. Herman Levinson arbeitete als Lagerverwalter und war unverheiratet. Am 26. Oktober 1942 wurde er zusammen mit seinem Bruder verhaftet und zuerst im Bredtveit-Gefängnis eingesperrt, dann im Internierungslager Berg. Von dort wurden sie am 26. November 1942 mit dem Frachtschiff Donau deportiert. Auf dem Schiff befanden sich auch seine Eltern und zwei seiner Schwestern, Anna und Dina. Von Stettin aus wurden alle sechs Familienmitglieder in das Vernichtungslager Auschwitz-Birkenau transportiert. Die Brüder überstanden die Selektion an der Rampe, ihre Eltern und seine zwei Schwestern wurden sofort nach der Ankunft am 1. Dezember 1942 in den Gaskammern ermordet. Herman Levinson, sein Bruder, wurde am 18. Januar 1943 in Auschwitz ermordet. Auch Simon Mauritz Levinson verlor in Auschwitz das Leben, sein Todestag ist jedoch unbekannt. Zwei seiner Schwestern konnten die Shoah überleben, Ester und ihre Familie im Exil in Schweden, Jette nach der Deportation nach Deutschland schließlich in einem Lager in Frankreich. |
|              | HIER WOHNTE JOZSEF PAP GEBOREN 1896 DEPORTIERT 1942 KIEL GETÖTET 15.12.1942 HAMBURG                                       | Maridalsveien 227 C    | Jozsef Pap |
|              | HIER WOHNTE MARGARETHE PAP GEB. KOVACS GEBOREN 1899 DEPORTIERT 1942 FLÜCHTETE NACH SCHWEDEN BEENDETE IHR LEBEN SEPT. 1943 | Maridalsveien 227 C    | Margarethe Pap |
|              | HIER WOHNTE ANNA SAMERSAV GEB. WASELINSKY GEBOREN 1889 DEPORTIERT 1942 AUSCHWITZ GETÖTET 1.12.1942                        | Mogata 12-16           | Anna Samersav, geborene Waselinsky, wurde 1898 in Vilnius geboren. Sie war verheiratet mit Herman Samersav. 1910 kam das Paar mit zwei Kindern, Fanny und Nonny, nach Norwegen. Hier wurden fünf weitere Kinder geboren: Leon (geboren 1913), Tilla (geboren 1915), Rackel (geboren 1916), Rudolf (geboren 1919) und William (geboren 1926). In Sagene ließen sie sich nieder, ihr Mann arbeitete hier für eine Autozubehörfirma. Anna Samersav lümmerte sich um Kinder und Haushalt. Im Jahr 1925 traf sie der erste Schicksalsschlag, ihre Tochter Tilla starb mit knapp 12 Jahren an Tuberkulose. Im September 1942 erlitt ihr Ehemann in Schweden einen tödlichen Herzinfarkt. Wenigen Wochen später, am 26. November, wurden Anna Samerav und ihre Tochter Tilla in ihrer Wohnung verhaftet und noch am selben Tag mit dem Frachter Donau nach Stettin transportiert und nach Auschwitz deportiert. Im selben Transport befanden sich auch ihre Tochter Fanny, verheiratete Steinsapir, und deren Familie sowie ihre Söhne Rudolf und Wilhelm. Anna Samersav, ihre Töchter Rackel und Fanny und ihr Enkelsohn Arne Willy wurden am Tag der Ankunft des Transportes in Auschwitz, dem 1. Dezember 1942, sofort in einer Gaskammer ermordet. Ihre Söhne Rudolf und Wilhelm und ihr Schwiegersohn Moritz Steinsapir wurden im Januar 1943 in Auschwitz ermordet. Ihr ältester Sohn Nonny überlebte, da er schon Jahre zuvor in die USA ausgewandert war. Ihr Sohn Leon war mit einer Nichtjüdin verheiratet, er war bis zur Befreiung am 8. Mai 1945 im Lager Berg interniert. Stolpersteine in St. Hanshaugen erinnern an das Schicksal ihrer Tochter Fanny Steinsapir und deren Familie. |
|              | HIER WOHNTE RACKEL SAMERSAV GEBOREN 1916 DEPORTIERT 1942 AUSCHWITZ GETÖTET 1.12.1942                                      | Mogata 12-16           | Rackel Samersav wurde 1916 in Kristiania geboren. Ihre Eltern stammten aus Litauen und waren Herman Samersav und Anna, geborene Waselinsky. Sie hatte sechs Geschwister. Samersav wurde Spinnerin und arbeitete in einer Segeltuchfabrik. Am 26. November 1942 wurde sie zusammen mit ihrer Mutter zuhause festgenommen und noch am selben Tag mit dem Frachter Donau nach Stettin überstellt und von dort ins Vernichtungslager Auschwitz deportiert. Rackel Samersav wurde kurz nach der Ankunft des Transportes am 1. Dezember 1942 in einer Gaskammer ermordet. Ihre Mutter, ihre Schwester Fanny und ihr Neffe Arne Willy, die sich im selben Transport befanden, wurden ebenfalls am 1. Dezember 1942 ermordet. Ihre Brüder Rudolf und Wilhelm und ihr Schwager Moritz Steinsapir wurden zur Zwangsarbeit in Auschwitz eingeteilt, alle drei wurden im Januar 1943 ermordet. Ihr Bruder Leon überlebte, er war mit einer Nichtjüdin verheiratet und bis zur Befreiung am 8. Mai 1945 im Lager Berg interniert, ihr Bruder Nonny war schon Jahre zuvor in die USA ausgewandert. |
|              | HIER WOHNTE RUDOLF SAMERSAV GEBOREN 1919 DEPORTIERT 1942 AUSCHWITZ TODESTAG UNBEKANNT                                     | Mogata 12-16           | Rudolf Samersav wurde 1919 in Kristiana geboren. Seine Eltern stammten aus Litauen und waren Herman Samersav und Anna, geborene Waselinsky. Er hatte sechs Geschwister. Rudolf Samersav arbeitete als Lastwagenfahrer und blieb ledig. Im Herbst 1942 versuchte er nach England zu fliehen, wurde aber gefasst und im Bredtveit-Gefängnis inhaftiert. Am 26. November 1942 wurde er mit dem Frachter Donau nach Stettin überstellt. Im Frachter befanden sich auch seine Mutter, sein Bruder William und seine Schwestern Rackel und Fanny, letztere mit Ehemann und ihrem kleinen Sohn. Von Stettin wurden alle in das Vernichtungslager Auschwitz deportiert. Rudolf Samersav wurde zur Zwangsarbeit im Lager eingeteilt und dort im Januar 1943 ermordet. Seine Mutter und seine Schwester sowie sein kleiner Neffe wurden sofort nach Ankunft des Transportes ermordet. Sein Bruder William und sein Schwager Moritz Steinsapir wurden ebenfalls zur Zwangsarbeit eingeteilt und ebenfalls im Januar 1943 ermordet. Überlebt aus seiner Familie haben sein Bruder Leon, inhaftiert im Lager Berg und sein ältester Bruder Nonny, dieser war in die USA ausgewandert. |
|              | HIER WOHNTE WILLIAM SAMERSAV GEBOREN 1926 DEPORTIERT 1942 AUSCHWITZ TODESTAG UNBEKANNT                                    | Mogata 12-16           | William Samersav wurde 1926 in Oslo geboren. Er war das jüngste von sieben Kindern von Herman Samersav und Anna, geborene Waselinsky, die 1910 nach Norwegen eingewandert waren. Er arbeitete als Näher in einer Segeltuchfabrik und blieb ledig. Am 26. Oktober 1942 wurde er verhaftet und im Bredtveit-Gefängnis inhaftiert. Zwei Tage später wurde er ins Lger Berg überstellt. Einen Monat nach seiner Verhaftung, am 26. November 1942 wurde er mit dem Frachter Donau nach Stettin gebracht. Im selben Frachter befanden sich auch seine Mutter, zwei Schwestern und ein Bruder sowie ein Schwager und sein kleiner Neffe. Von Stettin ging der Transport nach Auschwitz. Wilhelm Samersav wurde hier zur Zwangsarbeit eingeteilt und wahrscheinlich im Januar 1943 ermordet, wie auch sein Bruder Rudolf und sein Schwager Moritz Steinsapir. Seine Mutter und seine Schwestern Rackel. und Fanny sowie sein kleiner Neffe wurden bereits am Tag der Ankunft des Deportationszuges ermordet. Überlebt hat inhaftiert sein Bruder Leon, dieser war mit einer Christin verheiratet und sein ältester Bruder Nonny, der in die USA emigriert war. |
|              | HIER WOHNTE MARKUS STIRIS GEBOREN 1922 DEPORTIERT 1942 AUSCHWITZ GETÖTET JAN. 1943                                        | Pontoppidans gate 11B  | Markus Stiris wurde am 10. April 1922 in Oslo geboren. Er war das jüngste Kind von Jacob Stiris und Dora, geborene Kirschner, die aus Skuodas, Litauen, stammten. Er hatte zumindest einen älteren Bruder, Gabriel (geboren 1920). Er schloss die Mittel- und Handelsschule mit Bestnoten ab und arbeitete danach als Bürokaufmann. Er galt als extrovertiert und sehr sportlich und war Mitglied der Mannschaft Spartacus. Als am 26. Oktober 1942 alle männlichen Juden Oslos verhaftet wurden, entzog er sich der Verhaftung. Am nächsten Tag jedoch, er befürchtete Repressalien gegen seine Mutter, stellte er sich der Polizei und wurde umgehend in das Bredtveit-Gefängnis gebracht und Tags darauf in das Internierungslager Berg. Am 26. November 1942 wurde Markus Stiris mit dem Frachtschiff Donau nach Stettin und von dort in einem Viehwaggon in das Vernichtungslager Auschwitz deportiert. Markus Stiris verlor dort im Januar 1943 sein Leben. Eltern und Bruder konnten im Dezember 1942 nach Schweden fliehen und überlebten. |
|              | HIER WOHNTE BERNHARD WILK GEBOREN 1883 DEPORTIERT 1942 AUSCHWITZ GETÖTET 1.12.1942                                        | Søren Jaabæks gate 6 B | Bernhard Wilk wurde am 5. Oktober 1883 in Kielce, Polen, geboren. Seine Eltern waren der Kaufmann Wulf Wilk und dessen Frau Golde. Über England kam Wilk 1915 nach Norwegen, wenige Monate später, 1916, heiratete er die 1895 in Litauen geborene Rakel Strul. Das Paar bekam sechs Töchter: Dora (geboren 1916), Amalie (geboren 1918), Olga (geboren 1920), Gyda (geboren 1921), Sara (geboren 1924) und Judith (geboren 1926). Bernhard Wilk konnte auf Grund einer Sehschwäche seinen Beruf als Uhrmacher nicht ausüben und war daher als Verkäufer und Kaufmann in der Textilindustrie tätig. Am 26. Oktober 1942 wurde er in das Ullevål-Krankenhaus eingeliefert. Hier wurde er festgenommen und am 25. November 1942 im Bredtveit-Gefängnis inhaftiert. Am nächsten Tag wurde er mit dem Frachtschiff Donau nach Stettin überstellt und von dort in das Vernichtungslager Auschwitz deportiert. Bernhard Wilk wurde dort kurz nach der Ankunft des Deportationszuges am 1. November 1942 in einer der Gaskammern ermordet. Seine Frau und seine Töchter konnten sich im November und Dezember 1942 nach Schweden in Sicherheit bringen und überlebten. |